# Nothoscordum gracile
Nothoscordum gracile är en amaryllisväxtart som först beskrevs av William Aiton, och fick sitt nu gällande namn av William Thomas Stearn. Nothoscordum gracile ingår i släktet vaniljlökar, och familjen amaryllisväxter.

## Underarter
Arten delas in i följande underarter:
- N. g. gracile
- N. g. macrostemon

## Bildgalleri

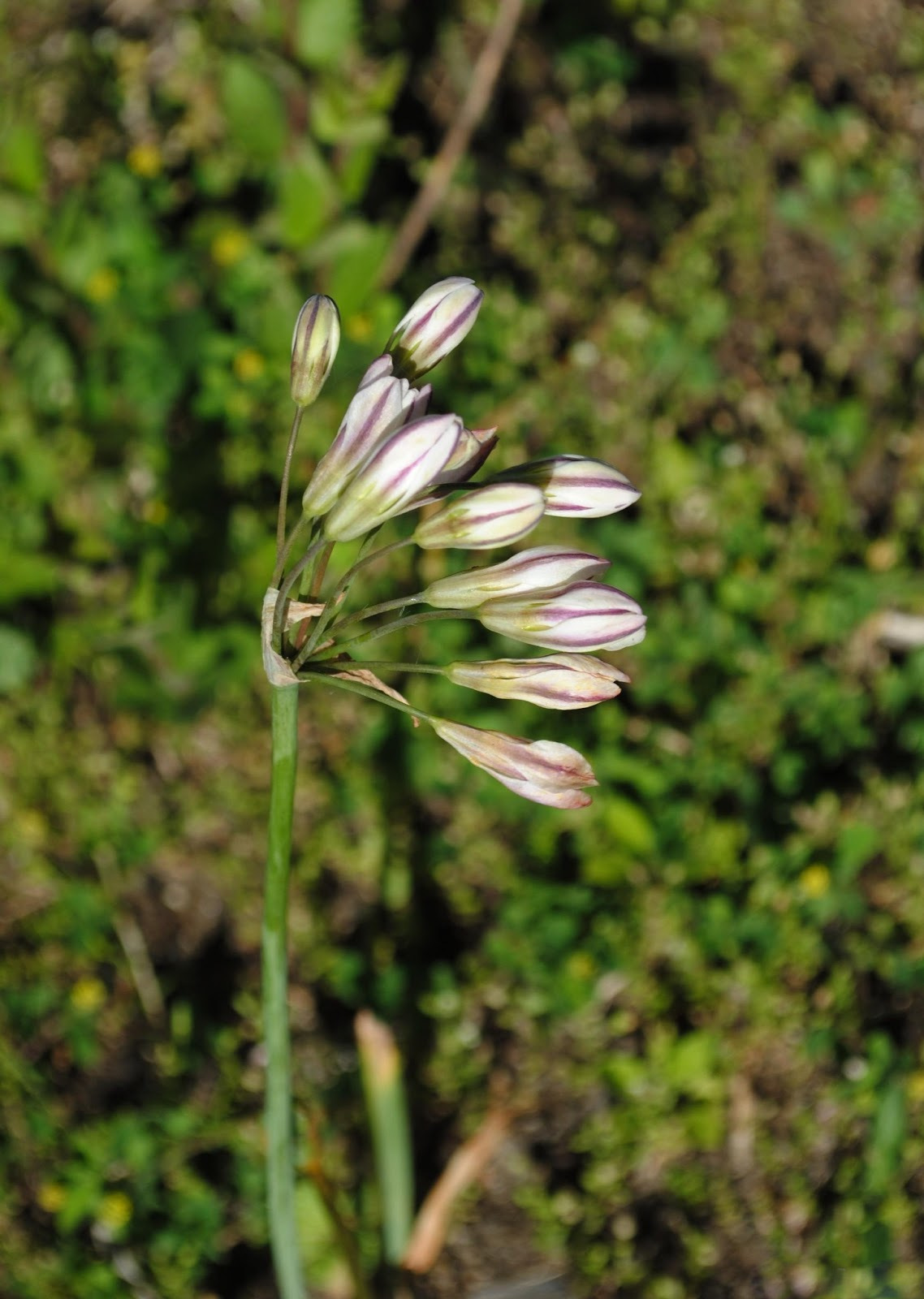
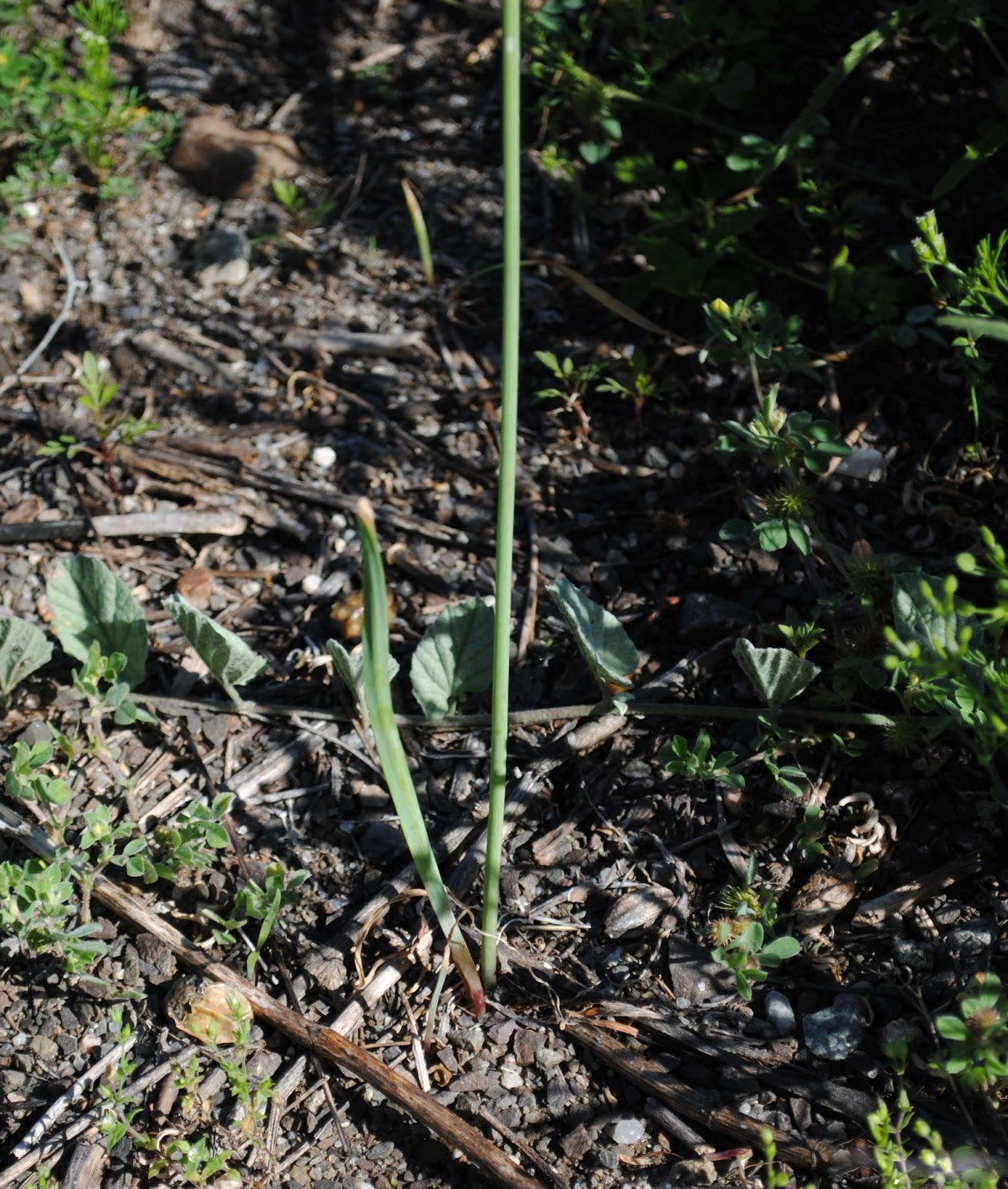
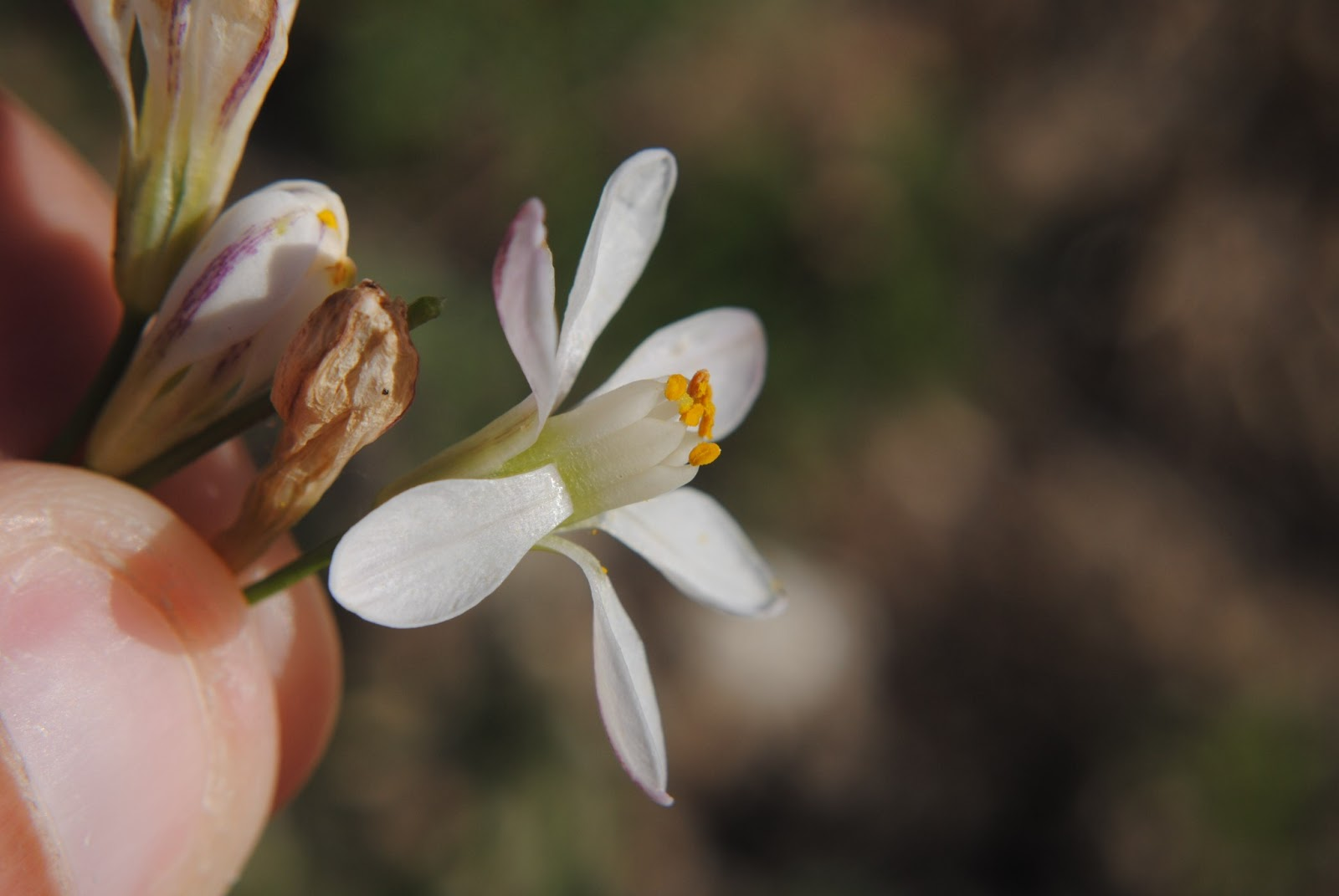
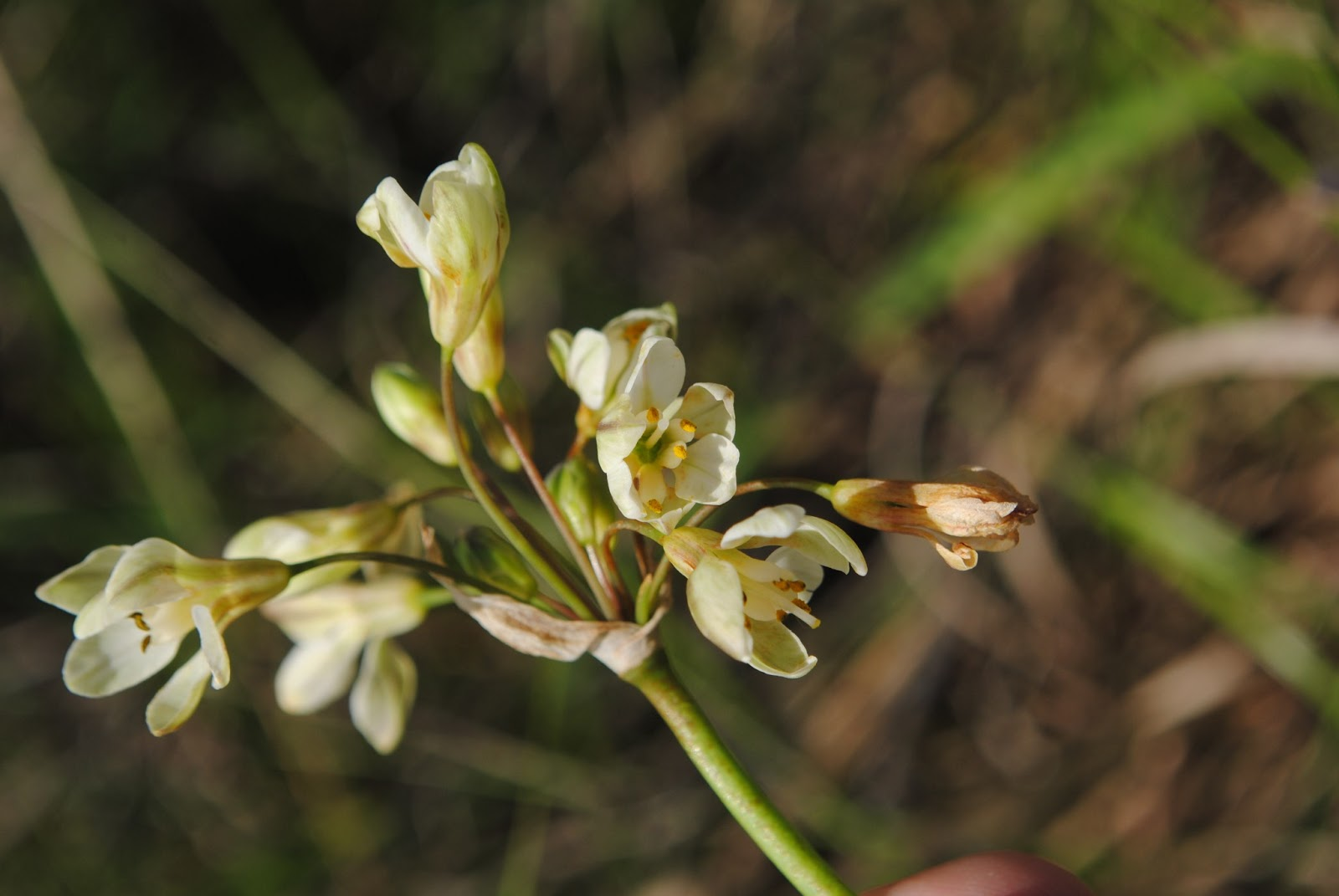